# Johann Friedrich Bonneval Latrobe
Pour les articles homonymes, voir Bonneval et La Trobe.
Johann Friedrich Bonneval de Latrobe, est né à Chelsea près de Londres en 1769 et mort à Dorpat (aujourd'hui Tartu en Estonie) en 1845.

## Biographie
Il étudie la Médecine à l'université de Iéna. À Livourne en Italie, il travailla dans une institution privée jusqu'en 1795.
Il se passionna pour la musique et se consacra à la musique en s'installant à Dorpat en Estonie. Là, il composa quelques œuvres musicales, (pour voix et piano) notamment douze chansons allemandes : "Aus Egmont" "Zwölf deutsche Lieder", ainsi que dans le registre de la musique sacrée (le Stabat Mater et l'Agnus Dei), et de la musique de chambre et pour pianoforte.
Il posséda une collection d'autographes de personnalités.